# Achaea cuprizonea
Achaea cuprizonea is een vlinder van de familie van de spinneruilen (Erebidae). De wetenschappelijke naam van deze soort is voor het eerst voorgesteld als Ophisma cuprizonea door George Francis Hampson in een publicatie uit 1913.
De soort komt voor op Madagaskar.